# Manuel Bastos Ansart
Manuel Bastos Ansart (Zaragoza, 22 de julio de 1887 - Barcelona, 21 de enero de 1973) fue un médico español. A lo largo de su carrera obtuvo diferentes premios, entre los cuales estaba el Premio Virgili, distinción que se otorga a los cirujanos más eminentes de España en memoria del prestigioso cirujano ilustrado Pedro Virgili.

## Biografía

### Estudios de medicina y primeros años de profesión
Hijo de militar y profesor de matemáticas de la Academia Militar de Zaragoza. Estudió Medicina en la Facultad de Medicina de Zaragoza, y recibió diversos premios gracias a trabajos como: Poblaciones españolas en que no hubo cólera y causas de tal excepción y Cirugía del cáncer de estómago. Se licenció con honores en el año 1907. Posteriormente ingresó en el Cuerpo de Sanidad Militar y fue destinado al Hospital Militar de Madrid. Al mismo tiempo cursó los estudios de doctorado, fue ascendido a teniente médico y nombrado ayudante de laboratorio en la Clínica Quirúrgica.
En 1909 fue movilizado voluntariamente por la sublevación de Marruecos, donde fue herido. A pesar de ello, no abandonó su puesto y ganó varias condecoraciones militares, como la Cruz del Mérito Militar con distintivo rojo y aspa de herido y la Cruz Roja Pensionada. En 1910 regresó a la península encargándose del estudio de un nuevo medicamento, el Salvarsán. Gracias a este estudio y a sus informes fue premiado con la Cruz del Mérito Militar con distintivo blanco.
Trabajó en el Instituto Rubio dedicándose a la cirugía ortopédica a las órdenes de López Durán.
En 1912 defendió su tesis doctoral titulada Anatomía y mecánica de la bóveda plantar y sus deformaciones y obtuvo la calificación de sobresaliente. Además realizó un trabajo sobre Nociones de cinemática aplicada a las articulaciones humanas premiado por la Real Academia de Medicina. En 1913 ganó por concurso la plaza de Profesor Auxiliar de Patología Quirúrgica de la Facultad de Medicina de Madrid. Aquí estuvo trabajando 15 años.
En 1915 ganó por oposición el cargo de médico de la Real Familia y Patrimonio, dimitiendo en 1928. En 1921 obtuvo también por oposición el cargo de Médico Numerario de la Beneficencia General (en el Hospital de la Princesa). Fue encargado de la cátedra del profesor Mollá tras su fallecimiento (de 1928 a 1932). En este mismo año 1932 fue nombrado presidente del Comité Ejecutivo del Instituto Nacional de Reeducación de Inválidos, siendo posteriormente director (1932-1936).
Durante la revuelta de Asturias en 1934 tuvo la oportunidad de tratar las fracturas abiertas con la cura oclusiva mediante los yesos de Tobruck o lo que fue conocido por la difusión que Trueta le dio en la Guerra Civil como cura de Orr-Bastos-Trueta.

### Médico militar durante la guerra civil
En 1936 con el estallido de la guerra civil española y el asedio de Madrid, fue trasladado a San Sebastián donde trabajó en un hospital de sangre ubicado en el Hotel Londres. Tuvo que huir a Francia y posteriormente volver a la península por Barcelona, llegando de nuevo a Madrid al Hospital Militar de Carabanchel. Dada la proximidad con el frente, se trasladó al Hotel Palace donde se había creado un hospital de sangre. 
A continuación pasó a dirigir los quirófanos del Hospital Sueco-Noruego de Alcoy. Bastos Ansart tuvo gran relación con el médico noruego Kristian Gleditsch y su mujer Nini Haslund, quien gestionó el Hospital Sueco-Noruego.
Bastos Ansart era una autoridad internacional en el tratamiento de heridas de guerra. Creó el primer Instituto Ortopédico y de Rehabilitación de Inválidos, era vicepresidente de la Academia Medicoquirúrgica Española y había fundado la Sociedad Española de Cirugía Ortopédica y Traumatología. Publicó numerosos artículos y libros sobre el tratamiento de las fracturas y de heridas por arma de fuego. Al finalizar la guerra y tras la conversión del hospital en prisión, Bastos Ansart fue detenido y condenado a 12 años y un día de prisión por ayuda a la República.

### Méritos científicos y profesionales
Durante toda su carrera profesional publicó más de 250 artículos científicos y libros como: Tratamiento de las fracturas de los huesos largos con López Durán. En 1932 editó el Tratado de Patología Quirúrgica General.
Fue Socio Corresponsal de la Real Academia de Medicina de Madrid, Miembro de la Real Academia de Medicina de Barcelona, Presidente del Patronato de Reeducación de Inválidos, Presidente del Comité Español de Lucha contra el Reumatismo, Socio de Honor de la Sociedad Alemana de Cirugía y de la de Cirugía Ortopédica, Socio Corresponsal del Royal College of Surgeons de Inglaterra, doctor honoris causa de la Universidad de Chicago y de todas las Universidades Argentinas, Socio de Honor de la Société de Chirurgie de Lyon y Socio de Honor de la Academia de Ciencias Médicas de Lisboa.
En 1940 se encargó del Servicio Quirúrgico del Hospital de Tuberculosos de Villarreal. Pasó posteriormente a Barcelona donde ejerció su actividad de modo privado hasta la jubilación.

## Enlaces de referencia
- Manuel Bastos Ansart | Galeria de Metges Catalans del COMB